# Шклинь Другий
Шклинь Другий — село в Україні, у Луцькому районі Волинської області. Входить до складу Городищенської сільської громади. До 2020 року орган місцевого самоврядування — Шклинська сільська рада. Населення становить 144 осіб.

## Історія
19 липня 2020 року в результаті адміністративно-територіальної реформи та ліквідації Горохівського району село увійшло до складу новоутвореного Луцького району.

## Населення
Згідно з переписом УРСР 1989 року чисельність наявного населення села становила 170 осіб, з яких 74 чоловіки та 96 жінок.
За переписом населення України 2001 року в селі мешкало 139 осіб.

### Уродженці
- Ліщина Михайло Сергійович (1990—2022) — солдат Збройних сил України, учасник російсько-української війни, що загинув у ході російського вторгнення в Україну в 2022 році.

### Мова
Розподіл населення за рідною мовою за даними перепису 2001 року:
| Мова       | Відсоток |
| ---------- | -------- |
| українська | 97,92 %  |
| словацька  | 2,08 %   |